# Plužnje
Plužnje este o localitate din comuna Cerkno, Slovenia, cu o populație de 144 de locuitori.